# Château de la Crête
Pour les articles homonymes, voir Château de la Crête (Doubs) et Château de Crête.
Le château de la Crête est un château fort situé à Audes, en France.

## Localisation
Le château est situé sur le territoire de la commune d'Audes, dans le département de l'Allier en région Auvergne-Rhône-Alpes. Il se trouve à 1,5 km à l'ouest du bourg et domine le vallon du ruisseau de la Forêt, au nord de celui-ci.

## Description
Le château comprend des bâtiments encadrant une cour centrale, avec un porche d’où saillent tours, tourelles et pigeonnier de style néogothique avec fenêtres à meneaux.

## Historique
L'origine de la construction de la vieille forteresse date du XIVe siècle.
Le personnage le plus connu parmi les propriétaires du château est François de Beaucaire de Péguillon, évêque de Metz (1555-1568), qui y est né le 15 avril 1514 et qui y est mort le 14 février 1591.
Au XVIIe siècle, il appartient à la famille Luylier de la Souchère.
L'ancien château, aujourd'hui en ruine, a été habité jusqu'à la Révolution.
Dans la basse-cour de l'ancienne forteresse, le château actuel est construit entre 1895 et 1905 dans le style Renaissance.
L'édifice est inscrit au titre des monuments historiques par arrêté du 28 décembre 2006.